# 千葉県立船橋二和高等学校
千葉県立船橋二和高等学校（ちばけんりつ ふなばしふたわこうとうがっこう）は、千葉県船橋市二和西にある県立高等学校。通称は「二和」（ふたわ）。1クラス40人ほど在籍し1学年約8クラスある。

## 概観
校舎の周りは畑に囲まれており、のんびりした雰囲気がある。また、自転車で通学する生徒が多い。
学校の北西部から二和向台駅まで続く桜並木は旧日本陸軍鉄道第2連隊の名残。
また、学校の南側の敷地が斜めに切り取られているのは成田新幹線構想の用地買収跡であり、鉄道遺構に囲まれている。

## 設置学科
- 普通科

## 沿革
- 1979年（昭和54年）4月 - 開校

## 部活動
- サッカー部
- 陸上競技部
- 野球部
- 男子テニス部
- 女子テニス部
- 水泳部
- 男子バスケットボール部
- 女子バスケットボール部
- 男子バレーボール部
- 女子バレーボール部
- 体操部
- 卓球部
- 美術部
- 書道部
- 演劇部 - かつては強豪校として知られ、全国高等学校演劇大会出場6回、最優秀賞3回（青森中央高校、八戸北高校と並び最多最優秀賞受賞）、優秀賞1回[1]。
- 吹奏楽部
- 創作劇画部
- 生物部
- 物理部
- 写真部
- 華道部
- 軽音楽部
- 工芸部
- 茶道部
- 合唱部
- JRC・ボランティア部
- 弦楽同好会文学同好会

## アクセス
- 京成松戸線鎌ヶ谷大仏駅より徒歩23分
- 京成松戸線二和向台駅より徒歩22分
- 京成松戸線三咲駅より徒歩26分
- 京成松戸線滝不動駅より徒歩25分
- 東武野田線馬込沢駅より徒歩28分
- 船橋新京成バス、ちばレインボーバスの鎌ヶ谷停留所より徒歩10分
- 船橋新京成バスの二和火の見下停留所より徒歩16分

## 周辺の施設
- 船橋市立御滝中学校
- 御滝不動尊金蔵寺
- 旧金蔵寺
- 船橋市立夏見運動公園

## 著名な出身者
- 市原剛 - 映画監督、漫画原作者
- 占部房子 - 女優、演劇部に所属し、1993年「アニータ・ローベルの『じゃがいもかあさん』」で全国大会出場。最優秀賞受賞。
- 小林千恵 - 女優、演劇集団キャラメルボックス所属
- 入山学 - タレント
- ゼスト - お笑いコンビ
- どざむら - 漫画家
- 織戸学 - レーシングドライバー
- NoisyCell - ロックバンド、ミュージシャン、オリジナルメンバーであるRyo/Ryosukeが軽音学部出身。